# Ohiofloden
Ohiofloden er en 1.579 km lang  biflod til Mississippi i det  østlige USA. 
Floden har sin begyndelse, hvor floderne Allegheny og Monongahela løber sammen ved Pittsburgh. Derfra løber den mod nordvest gennem det vestlige Pennsylvania, hvorfra floden drejer mod sydvest ved grænsen til West Virginia og derefter danner grænsen mellem Ohio og West Virginia. Floden følger nu en vestlig retning gennem Kentucky, Ohio og Illinois, hvor den løber sammen med Mississippi.

## Betydning
Ohiofloden har haft stor betydning i USA’s historie, fordi den var hovedtransportåren i den tidlige europæiske ekspansion mod vest, og sammen med Tennesseefloden afvander den i alt 14 stater. De oprindelige amerikanere opfattede Ohio og Mississippifloden som én flod, og Ohio er også den største biflod til Mississippi. Floden dannede i det 18. årh. den sydlige grænse for Northwest Territory og var derfor også grænse mellem slavestater og frie stater indtil Borgerkrigen.

## Afvandingsareal
Ohios  afvandingsareal dækker 490.603 km2 og inkluderer den østligste del af Mississippis afvandingsareal.
Stater, som helt eller delvist afvandes af Ohiofloden med bifloder:
- Illinois
- Indiana
- Ohio
- New York
- Pennsylvania
- Maryland
- West Virginia
- Kentucky
- Tennessee
- Virginia
- North Carolina
- Georgia
- Alabama
- Mississippi

## Geologi
Som naturfænomen er Ohiofloden ung, den blev dannet for ml. 2,5 og 3 mill. år siden. Under de seneste istider blev flodløbet flere gange ændret af gletsjere og smeltevand. Den øvre Ohioflod blev dannet, da en gletchersø flød over, og vandet begyndte at løbe mod syd. Siden har flodvandet omdannet regionen til en floddal.

## Historie
Ohiofloden var allerede fra præcolumbiansk tid den vigtigste transportvej for menneskene i det område, som nu er det nordøstlige USA, en betydning den har beholdt helt op til moderne tid. I 1700-tallet søgte de to største kolonimagter i Nordamerika (Storbritannien og Frankrig) at sikre sig magten over Ohiodalen. Denne rivalisering førte under franske og indianske krig (1756-63) til, at Frankrig mistede størsteparten af sine nordamerikanske kolonier.
Flodens betydning blev efter den amerikanske uafhængighed forstørret, da den nu var den primære rute for de kolonister, som søgte mod det vestlige USA, over Mississippi til St. Louis og videre derfra. 
I begyndelsen af 1980'erne blev reservatet, Falls of the Ohio National Wildlife Conservation Area oprettet nær Louisville, Kentucky.

## Større byer langs Ohiofloden
- Pittsburgh, Pennsylvania
- Rochester, Pennsylvania
- Cincinnati, Ohio
- Newport, Kentucky
- Louisville, Kentucky
- Madison, Indiana
- Jeffersonville, Indiana
- Clarksville, Indiana